# Dżibuti na Letnich Igrzyskach Olimpijskich 2000
Dżibuti na Letnich Igrzyskach Olimpijskich 2000 reprezentowało 2 zawodników, 1 mężczyzna i 1 kobieta.

## Skład kadry

### Lekkoatletyka
Mężczyźni
- Omar Daher Gadid

maraton (nie ukończył)
Kobiety
- Roda Ali Wais

bieg na 800 m (odpadła w eliminacjach)